# Phaius longibracteatus
Phaius longibracteatus är en orkidéart som först beskrevs av Spencer Le Marchant Moore, och fick sitt nu gällande namn av Charles Frappier och Eugène Jacob de Cordemoy. Phaius longibracteatus ingår i släktet Phaius och familjen orkidéer. Inga underarter finns listade i Catalogue of Life.